# National Film Award/Bester Kinderdarsteller
Die Gewinner des National Film Award der Kategorie Bester Kinderdarsteller (Best Child Artist) waren:
| Jahr | Darsteller/in                 | Film                             | Sprache           |
| ---- | ----------------------------- | -------------------------------- | ----------------- |
| 1968 | Baby Rani                     | Kuzhanthaikaka                   | Tamilisch         |
| 1970 | Rishi Kapoor                  | Mera Naam Joker                  | Hindi             |
| 1971 | Sachin                        | Ajab Tuje Sarkar                 | Marathi           |
| 1972 | Neera Malia                   | Ranur Pratham Bhag               | Bengalisch        |
| 1973 | G. S. Nataraj                 | Kaadu                            | Kannada           |
| 1974 | Kushal Chakravarti            | Sonar Kella                      | Bengalisch        |
| 1976 | Raju Shrestha                 | Chitchor                         | Hindi             |
| 1977 | Ajith Kumar                   | Ghattashraddha                   | Kannada           |
| 1978 | Kanchan De Biswas             | Ganadevata                       | Bengalisch        |
| 1979 | Geeta Khanna                  | Aangan Ki Kali                   | Hindi             |
| 1980 | Aravind                       | Oppol                            | Malayalam         |
| 1981 | Leikhendra Singh              | Imagi Ningthem                   | Manipuri          |
| 1982 | Vimal                         | Aaroodam                         | Malayalam         |
| 1983 | Suresh                        | Malamukalile Daivam              | Malayalam         |
| 1984 | Aravind Suresh Mukesh Sonia   | My Dear Kuttichathan             | Malayalam         |
| 1985 | Puneeth Rajkumar              | Bettada Hoovu                    | Kannada           |
| 1986 | Aniket Sengupta               | Phera                            | Bengalisch        |
| 1987 | Manjunath                     | Swamy                            | Hindi             |
| 1988 | Shafiq Syed                   | Salaam Bombay                    | Hindi             |
| 1989 | Mrin Moyee Chandrakar         | Kalat Nakalat                    | Marathi           |
| 1990 | Shamili Tarun Shruthi         | Anjali                           | Tamilisch         |
| 1991 | Santhosh Reddy                | Bhadram Koduko                   | Telugu            |
| 1992 | Amit Phalke                   | Mujhse Dosti Karoge              | Hindi             |
| 1993 | Tarasankar Misra              | Lavanya Preethi                  | Oriya             |
| 1994 | Vijaya Raghavendra            | Kottreshi Kanasu                 | Kannada           |
| 1995 | Vishwas                       | Kraurya                          | Kannada           |
| 1996 | Kumar Kavya                   | Desadanam Little Soldiers        | Malayalam Telugu  |
| 1997 | Dhan Raj                      | Dhanna                           | Hindi             |
| 1998 | P. Shwetha                    | Malli                            | Tamilisch         |
| 1999 | Aswin Thampi                  | Jalamarmaram                     | Malayalam         |
| 2000 | Udaya Raj                     | Nilakalam                        | Tamilisch         |
| 2001 | P. Shwetha                    | Kutty                            | Tamilisch         |
| 2002 | P. S. Keerthana Shweta Prasad | Kannathil Muthamittal Makdee     | Tamilisch Hindi   |
| 2003 | Ashwin Chitale Kalidasan      | Shwaas Ente Veedu Appoontem      | Marathi Malayalam |
| 2004 | Om Bhutakar                   | Chhota Sipahi                    | Hindi             |
| 2005 | Sai Kumar                     | Bommalata – A Bellyful of Dreams | Telugu            |
| 2006 | Divya Chahadkar               | Antarnad                         | Konkani           |
| 2007 | Sharad Goekar                 | Tingya                           | Marathi           |
| 2008 | Shams Patel                   | Thanks Maa                       | Hindi             |

Derzeit erhält der Gewinner einen Rajat Kamal und ein Preisgeld von 50.000 Rupien.